# Гомеш, Рикардо
Рика́рду Жо́ржи Пи́реш Го́меш (порт. Ricardo Jorge Pires Gomes; род. 18 декабря 1991, Прая) — кабо-вердианский футболист, нападающий катарского клуба «Эш-Шамаль».

## Карьера
Начал карьеру в футбольном клубе «Батукуе». Затем переехал в Португалию и играл за такие команды, как «Визела», «Витория» и «Насьонал».
8 июня 2018 года подписал контракт с сербским «Партизаном». 22 июля дебютировал в составе гробарей в матче против «Радника». Отыграл все 90 минут.
С 2015 года выступает за сборную Кабо-Верде.